# Гебвиллер (округ)
Гебвиллер (фр. Guebwiller) — упразднённый в 2015 году округ (фр. Arrondissement) во Франции, один из округов в регионе Эльзас. Департамент округа — Рейн Верхний. Супрефектура — Гебвиллер. В 2015 году был объединён с округом Танн в новый округ Тан-Гебвиллер.
Население округа на 2006 год составляло 81 318 человек. Плотность населения составляет 139 чел./км². Площадь округа составляет всего 584 км².

## Кантоны
До упразднения включал в себя кантоны:
- Энсисем (центральное бюро - Энсисем)
- Гебвиллер (центральное бюро - Гебвиллер)
- Руффак (центральное бюро - Руффак)
- Сульс-О-Рен (центральное бюро - Сульс-О-Рен)